# Kometa
De IJsbaan van Kolomna (Russisch: Коломенский центр конькобежного спорта) heet Kometa. Het is na Krylatskoje in Moskou en Oeralskaja Molnija in Tsjeljabinsk de derde overdekte kunstijsbaan in Rusland. Ontwerper van deze multifunctionele ijshal is de Nederlander Bertus Butter.
Door veel topschaatsers wordt de hal geroemd om zijn uitstekende faciliteiten. Naast de ijsbaan is er onder andere een zwembad, een krachthonk en een warming-up ruimte.
Op 12 januari 2007 reed de Russische schaatser Dmitri Lobkov op de 500 meter een handgeklokte tijd (34,35 s) die in de buurt kwam van het toenmalige wereldrecord.
Op 1 december 2007 leverde Gretha Smit hier een opmerkelijke prestatie door tijdens de wereldbekerwedstrijden op de 5.000 meter in de B-groep 0,04 seconde sneller te eindigen dan winnares Martina Sáblíková in de A-groep, die echter wel de 100 punten voor het WB-klassement kreeg en geëerd werd met een gouden medaille.
De baan is door de Oblast Moskou gebouwd voor circa 150 miljoen euro.

## Grote wedstrijden
Internationale kampioenschappen
- 2008 - EK allround
- 2016 - WK afstanden
- 2018 - EK afstanden

Wereldbekerwedstrijden
- 2007/08 - Wereldbeker 3
- 2008/09 - Wereldbeker 6
- 2012/13 - Wereldbeker 2

## Baanrecords
| Afstand              | Schaatser                                       | Land | Tijd     | Datum      |
| -------------------- | ----------------------------------------------- | ---- | -------- | ---------- |
| 100 m                | Yuya Oikawa                                     | JPN  | 9,55     | 24-01-2009 |
| 500 m                | Dmitri Lobkov                                   | RUS  | 34,35    | 12-01-2007 |
| 1000 m               | Pavel Koelizjnikov                              | RUS  | 1.08,32  | 24-10-2019 |
| 1500 m               | Denis Joeskov                                   | RUS  | 1.44,13  | 12-02-2016 |
| 3000 m               | Denis Joeskov                                   | RUS  | 3.40,91  | 12-10-2019 |
| 5000 m               | Sven Kramer                                     | NED  | 6.10,31  | 13-02-2016 |
| 10.000 m             | Sven Kramer                                     | NED  | 12.56,77 | 11-02-2016 |
| Ploegenachtervolging | Jan Blokhuijsen Arjan Stroetinga Douwe de Vries | NED  | 3.40,04  | 12-02-2016 |
| 2×500 m              | Pavel Koelizjnikov                              | RUS  | 69,020   | 14-02-2016 |
| Sprintvierkamp       | Aleksej Jesin                                   | RUS  | 139,310  | 26-12-2015 |
| Minivierkamp         | Dmitri Fedotov                                  | RUS  | 151,033  | 23-11-2013 |
| Kleine vierkamp      | Sergej Trofimov                                 | RUS  | 152,152  | 02-02-2015 |
| Grote vierkamp       | Sven Kramer                                     | NED  | 147,716  | 12-01-2008 |

| Afstand              | Schaatsster                                   | Land | Tijd     | Datum      |
| -------------------- | --------------------------------------------- | ---- | -------- | ---------- |
| 100 m                | Jenny Wolf                                    | GER  | 10,21    | 24-01-2009 |
| 500 m                | Angelina Golikova                             | RUS  | 37,36    | 24-12-2020 |
| 1000 m               | Darja Katsjanova                              | RUS  | 1.14,70  | 01-11-2019 |
| 1500 m               | Jorien ter Mors                               | NED  | 1.53,92  | 14-02-2016 |
| 3000 m               | Martina Sáblíková                             | CZE  | 4.01,67  | 12-01-2008 |
| 5000 m               | Martina Sáblíková                             | CZE  | 6.51,09  | 12-02-2016 |
| 10.000 m             | Jelena Roebina                                | RUS  | 17.24,26 | 03-04-2009 |
| Ploegenachtervolging | Antoinette de Jong Marrit Leenstra Ireen Wüst | NED  | 2.58,12  | 13-02-2016 |
| 2×500 m              | Lee Sang-hwa                                  | KOR  | 74,850   | 13-02-2016 |
| Sprintvierkamp       | Yu Jing                                       | CHN  | 152,575  | 24-01-2009 |
| Minivierkamp         | Galina Lichatsjova                            | RUS  | 162,206  | 14-02-2009 |
| Kleine vierkamp      | Ireen Wüst                                    | NED  | 160,533  | 12-01-2008 |

## Kometa TSBKS
De Kometa TSBKS is een voormalige ijsbaan in Kolomna in de oblast Moskou in het westen van Rusland. De ijsbaan werd op 22 augustus 1969 geopend als openlucht-kunstijsbaan. Op 1 januari 1994 werd de ijsinstallatie verwijderd en ging de ijsbaan verder als natuurijsbaan. In 2001 werd de ijsbaan gesloten, waarna in 2002 werd begonnen met de bouw van het overdekte schaatscentrum Kometa. Op de ijsbaan zijn verschillende nationale kampioenschappen georganiseerd.

### Nationale kampioenschappen
- 1972 - USSR afstanden mannen
- 1972 - USSR sprint mannen
- 1977 - USSR allround mannen
- 1985 - USSR allround mannen
- 1986 - USSR sprint
- 1990 - USSR sprint
- 1992 - CIS sprint
- 2000 - RK junioren
- 2001 - RK junioren